# Mizújs, Scooby-Doo?
A Mizújs, Scooby-Doo? (eredeti cím: What's New Scooby-Doo?) a Scooby-Doo című klasszikus Hanna-Barbera-rajzfilm animációs folytatása, melyet a Warner Bros. készített 2002. szeptember 14. és 2005. április 23. között. A sorozat ötletgazdái és megalkotói Sander Schwartz, Joe Ruby és Ken Spears. 3 évad és 42 epizód készült belőle. Egy epizód 22 perces. A színek az animációk miatt természetesen sokkal élénkebbek. Többször megjelennek benne modern készülékek (GPS, mobiltelefon, laptop stb.) melyeket a régebbi Hanna-Barbera részekben még nem lehetett látni. Magyarországon a Cartoon Network mutatta be. Ezenkívül a TV2 és a Boomerang is leadta. Utóbbi újraszinkronizáltatta, de csak a harmadik évadot. Érdekesség, hogy a főszereplők közül csak Scooby-Doo hangja változott.

## Szereplők

### A főszereplők
| Szereplő      | Eredeti hang | Magyar hang                                  |
| ------------- | ------------ | -------------------------------------------- |
| Scooby Doo    | Frank Welker | Vass Gábor Melis Gábor (3. évad 2. szinkron) |
| Bozont Rogers | Casey Kasem  | Fekete Zoltán                                |
| Fred Jones    | Frank Welker | Bódy Gergely                                 |
| Vilma Dinkley | Mindy Cohn   | Madarász Éva                                 |
| Diána Blake   | Grey DeLisle | Hámori Eszter                                |

A főszereplők (Scooby-Doo, Bozont, Fred, Vilma, Diana) ugyanazok maradtak, csupán az öltözködésük igazodott a modern korhoz. A szörnyek s a megoldandó rejtélyek természetesen változnak.

### Mellékszereplők
Ezen karakterek csak ebben a sorozatban jelennek meg, többször is, a régiekben még nem.
Elliot Binber: Egy beképzelt kissrác, ki folyton rivalizál Vilmával. Eredeti hangja: Kimberly Brooks.
Melbourne O'Reilly: Egy ausztrál kalandor és felfedező. Eredeti hangja: Steven Blum.
JJ Hakimoto: Egy filmrendező, kinek elég őrült a kinézete. Eredeti hangja: Brain Tochi.
Gördeszkaverseny kommentátora: Faragó András
Idegenvezető, Vincent Wong, Gibby Norton (2x3,2x5): Szokol Péter